# Věra Říčařová
Věra Říčařová (* 25. dubna 1935 Praha) je česká výtvarnice a loutkoherečka, manželka Františka Vítka.

## Působení
V letech 1959–1981 působila ve Východočeském loutkovém divadle (Hradec Králové).

## Dílo
František Vítek a Věra Říčařová jsou spoluautory loutkohry Piškanderdulá s podtitulem Josefe!

## Ocenění
Spolu se svým mužem je laureátkou Ceny Thálie 2016 za celoživotní loutkářské mistrovství a také ceny Cena dr. Františka Ulricha v rámci výročních cen města Hradec Králové za rok 2022.